# André Kolingba
André Kolingba (* 12. August 1935 in Bangui; † 7. Februar 2010 in Paris) war von 1981 bis 1993 Präsident der Zentralafrikanischen Republik.

## Soldat
Kolingba trat in die französische Armee ein und wurde in Indochina und in Kamerun eingesetzt. Nach der Unabhängigkeit der Zentralafrikanischen Republik am 13. August 1960 wechselte er in deren neue Armee. Während der Herrschaft Jean-Bédel Bokassas vertrat er sein Land eine Zeit lang als Botschafter in Kanada sowie in Bonn. Später wurde er Generalstabschef.

## Präsident
Im September 1981 stürzte er Bokassas Vorgänger und Nachfolger David Dacko und wurde als Vorsitzender des Militärrates selber Staatsoberhaupt. Am 21. November 1986 wurde sein Verfassungsentwurf mit 92,22 % der Stimmen angenommen, was ihn für weitere sechs Jahre als Präsident bestätigte. Seine neue Partei Rassemblement Démocratique Centrafricain (RDC) (deutsch: Demokratische Vereinigung Zentralafrikas) wurde die neue Einheitspartei und erhielt bei den Parlamentswahlen am 31. Juli 1987 sämtliche Sitze.
Während seiner Amtszeit kehrte Ex-Kaiser Bokassa am 24. Oktober 1986 aus seinem Exil in Frankreich zurück und wurde wegen zahlreicher Vergehen während seiner Amtszeit zum Tode verurteilt. Das Urteil wurde 1988 in lebenslange Haft umgewandelt. Zuletzt profitierte Bokassa von einer allgemeinen Amnestie, die Kolingba am Ende seiner Präsidentschaft Mitte 1993 verkündete.
Anfang der 1990er Jahre sah sich Kolingba wie andere afrikanische Staatschefs gezwungen, weitere Parteien zuzulassen. Die für den 25. Oktober 1992 angesetzten Präsidentschafts- und Parlamentswahlen annullierte das Oberste Gericht allerdings wegen Unregelmäßigkeiten. Im ersten Wahlgang der Präsidentschaftswahlen am 22. August 1993 erreichte er mit 12,1 % der Stimmen den vierten Platz und schied aus. Im zweiten Wahlgang am 19. September setzte sich dann Ange-Félix Patassé gegen Abel Goumba durch. Bei den gleichzeitig stattfindenden Parlamentswahlen belegte seine Partei zwar den zweiten Platz, stellte aber lediglich 13 der 85 Abgeordneten. Kolingba akzeptierte seine Niederlage und übergab sein Amt am 22. Oktober 1993 an Patassé.

## Weitere Laufbahn
Bei den Präsidentschaftswahlen vom 19. September 1999 trat er erneut an. Er erhielt 19,38 % der Stimmen und belegte den zweiten Platz, während Patassé mit 51,63 % im ersten Wahlgang bestätigt wurden. Die unterlegenen Kandidaten beklagten dabei einen unfairen Verlauf der Wahlen. Im Jahre 2001 startete er einen vergeblichen Putschversuch gegen die neue Regierung Patassés. Kolingba siedelte danach für einige Jahre ins Ausland über, in Bangui wurde er im August 2002 in Abwesenheit zum Tode verurteilt. Im Oktober 2003 entschuldigte er sich vor einem Schlichtungsausschuss für Fehler während seiner Amtszeit und während des Putschversuches von 2001. Patassé war 2003 von François Bozizé gestürzt worden und Kolingba entschied sich 2004, bei den Präsidentschaftswahlen am 13. März 2005 erneut zu kandidieren. Bozizé war 1982 beschuldigt worden, hinter einem Putschversuch gegen Kolingba gestanden zu haben und war 1989 an die Zentralafrikanische Republik ausgeliefert worden. Im Rahmen einer von Bozizé beschlossenen Amnestie war das Urteil gegen ihn hinfällig geworden. Mit 16,36 % der Stimmen und dem dritten Platz endete diese Wahl für ihn wenig erfolgreich, während Bozizé im Mai gegen Martin Ziguélé im Amt bestätigt wurde. Kurz nach der Wahl im März gab es eine Schießerei vor seinem Haus. Kolingba sprach von einem versuchten Attentat, die Regierung von einem Missverständnis.

## Tod
Kolingba reiste am 2. November 2003 nach Paris, um sich einer Prostataoperation unterziehen zu lassen. Am 7. Februar 2010 starb er in Paris.